# 永樂座
永樂座，又稱永樂戲院，是一座位於臺北市大稻埕（今迪化街一段46巷內）的戲院，為日治時期大稻埕第二座現代劇場，於1924年2月落成、1960年歇業。

## 歷史
1921年，陳天來、簡阿牛、謝汝銓、楊潤波等人集資，計劃成立名為「臺北大舞台」的劇場，後於1923年更名為「永樂座」。1924年2月17日，永樂座正式在大稻埕市場對面吳文秀舊宅址落成，建築共四層樓高，窗飾為四座藝術女神雕塑，內部裝潢為日本風格，共1,505個座位，開幕首演由上海樂勝京班演出。1925年9月，上映劉喜陽籌資、身兼編導之臺籍人士首部自製電影《誰之過》。1938年1月17日，吳錫洋製作之臺灣第一部國語發音電影《望春風》在永樂座首映。
第二次世界大戰後，永樂座短暫更名為「永樂舞台」，1946年11月再度更名「永樂戲院」，仍作為專供戲曲上演的場地。
1943年，林摶秋組成的「厚生演劇研究會」上演張文環同名小說改編的《閹雞》，作曲家呂泉生為《閹雞》譜曲，使用臺灣民謠《丟丟銅仔》、《六月田水》、《一隻鳥仔哮救救》，演出後獲得巨大迴響，之後研究會也在此上演《從山上看街市的燈火》、《高砂館》、《地熱》等重要戲劇。1948年，劇院經理陳守敬組織「永樂勝利團」歌仔戲班駐點演出；同年12月，顧正秋率領之京劇團來臺，直至1953年7月皆在此演出，為戰後京劇在臺發展奠定基礎。
1954年起，永樂戲院轉為電影放映、舞台演出混合經營，因而於1955年8月8日，改裝了寬37呎、高16呎的新式寬型大銀幕。1957年，永樂戲院成為臺語片放映重鎮，當年上映近20部臺語電影。1960年5月，永樂戲院由於無法適應娛樂環境變遷、業主商業利益而正式停業。

## 文化意義
永樂座為當時臺北最先進的戲劇表演場地，也是當時來臺中國戲班及本地戲班在臺北的重要演出場所，在臺灣新劇（文化劇）史上更具有重要意義，多次重要的新劇都在此上演，諸如福州戲與京劇、歌仔戲盡擇於永樂座演出。作詞家李臨秋曾在此創作出《望春風》、《四季紅》等膾炙人口的歌謠。此外，蔣渭水、林獻堂等人亦選擇在永樂座舉行演講聚會，而1931年8月23日的「故蔣渭水先生之臺灣大眾葬儀」告別儀式也在此進行，使其成為見證臺灣文化、社會革新運動萌芽的地點。:216

## 外部連結
- 永樂座——臺灣老戲院文史地圖（1895－1945） （页面存档备份，存于）
- 永樂戲院【台北市大同區】／典藏者·國家電影及視聽文化中心 （页面存档备份，存于）
- 曾經的戲窟大稻埕：消失的13間戲院、劇場／文・台北城市散步執行長 邱翊 （页面存档备份，存于）